# Notre-Dame d'Étel (yacht)
Le Notre-Dame d'Étel était une goélette franche construite en 1913. Elle appartenait au "Loodswezen" le service de pilotage belge et était basée à la station de Flessingue sur les rives de l'Escaut. Elle eut une riche carrière, passant de bateau pilote en Belgique à goélette de pêche en Bretagne, yacht de luxe en Méditerranée, patrouilleur des Forces navales française libres au Levant pour finir comme navire de l'école des manœuvriers à Brest où elle fut démantelée en 1956.

## Construction
Le mode de construction est très robuste afin de faire face aux aléas du métier de pilotage et aux dures conditions rencontrées en mer du Nord.  
Les couples d'une épaisseur de 16 cm sont espacés de 75 cm. Afin de mieux résister aux chocs, ils sont doublés au niveau du tiers avant et complétés par un vaigrage qui vient renforcer le bordage. Une fausse quille de 12 cm d'épaisseur, en bois exotique très dur, double la quille pour la protéger du ragage sur les fonds. 
Une étrave à guibre de 3 m supporte un mat de beaupré sur lequel peuvent être amurés jusqu'à 5  focs en fonction de la force du vent. Les 2 mats d'un diamètre de 38 cm à la base sont posés sur une carlingue de 28 cm qui court sur l'ensemble de la quille. Il supportent respectivement deux focs de 75 et 56 m², une voile de misaine de 100 m² et une grand voile de 170 m². Par petit temps, une voile de fortune de 55 m² pouvait être hissée à l'avant de la misaine.   
Solide et généreusement toilée, la goélette est représentative des bateaux-pilotes de son temps : rapide, marine et confortable, elle peut être manœuvrée en équipage réduit.

## Histoire

### Bateau pilote des bancs de Flandres  (1919 - 1922)
La goélette est construite en 1913 aux chantiers naval d'Ostende à partir de plans d'une série de 1897 signé par Guillaume Delcourt ingénieur naval et conseiller maritime du roi Léopold 1er.
Du fait de la Première Guerre mondiale, le bateau pilote n'est affecté qu'en 1919 au Loodswezen, le service de pilotage belge sous le numéro P14. Il est basé à la station de Flessingue à l'embouchure de l'Escaut. Le P14 est mené par un équipage de six à sept marins et peut accueillir jusqu'à huit pilotes. En 1922, le temps du pilotage à voile étant révolu, la goélette est retirée prématurément du service.

### Goélette de pêche en Bretagne
L'ancien bateau pilote est revendu par les Domaines à Valentin Maugère, un lorientais négociant en vins et spiritueux qui la rebaptise Notre-Dame d'Étel. Il affrète la goélette à la pêche hauturière après l'avoir équipée d'un moteur de 30 chevaux. Des modifications sont aussi apportées afin de permettre au navire de tracter un chalut à perche. En 1923, sa société de pêche rencontre des difficultés financières et la goélette est à nouveau mise en vente en 1924. 

### Yacht de luxe en Méditerranée
En 1926, le compositeur Marcel Pollet se porte acquéreur de la goélette. Il la rebaptise Dukinva et l'arme à la plaisance. Le voilier est repeint en blanc (signe distinctif des yachts), les œuvres vives sont doublées en cuivre et la barre franche est remplacée par une barre à roue avec une timonerie. L'intérieur est aménagé pour en faire un yacht de luxe. Le Dukinva navigue ensuite en Méditerranée. En 1933 le bateau est saisi à la suite d'un contentieux financier entre Marcel Pollet et l'architecte naval Louis Poirrier chargé des travaux de transformation et d'aménagement en yacht de la goélette.
Dukinva est vendu en 1935 à René Schwaller de Lubicz, égyptologue et alchimiste, qui le rebaptise Aésios II. Le yacht est inscrit au quartier maritime de Cannes et basé à Cannes. Il continue à naviguer en Méditerranée.

### Patrouilleur de la marine au Levant
En novembre 1939, le navire est réquisitionné dans le cadre de la Force X. Il rallie Beyrouth sous le commandement du lieutenant de réserve Charles Gruenais et intègre la division navale du Levant. Il est armé comme patrouilleur le long des côtes du protectorat français sous le matricule P101.
À la suite de l'armistice du 22 juin 1940, le bateau est assigné au port sous la surveillance d'une équipe de garde. En juillet 1941, la goélette est saisie par les Britanniques dès leur arrivée à Beyrouth. Elle est remise en avril 1942 au capitaine de vaisseau René Kolb-Bernard, commandant des Forces navales françaises libres, qui souhaite l'utiliser comme bateau piège. Le commandement est confié au capitaine de corvette Kosianowski-Lorenz (pl) et la goélette retrouve son nom Notre-Dame d'Étel officiellement le 27 novembre 1942. L'idée du bateau piège ne sera finalement pas mise en œuvre car la goélette est trop différente des voiliers qui naviguent habituellement le long des côtes du Levant. Elle sera utilisée pour la protection des convois et comme coursier de transport de matériel et de personnes pour des opérations de renseignement et de sabotage.        
Au printemps 1943, Joséphine Baker en tournée à Beyrouth est invitée à bord et accepte d'en devenir la marraine de guerre. En décembre 1943, Kosianowski-Lorenz est remplacé par son second, Paul-Antoine Lota. Les faits de guerre se raréfiant au Levant avec le débarquement des Alliés en Italie et en Corse, Notre-Dame d'Étel  est désarmée entre janvier et mars 1944. Le commandant Lota est remplacé par le capitaine de corvette Franchot et la Marine nationale rachète la goélette à son ancien propriétaire en février 1945.                          
Le 26 septembre 1945, Notre-Dame d'Étel appareille de Beyrouth à destination de Toulon, où elle arrive le 18 octobre 1945.                          

### Navire de l'École des manœuvriers à Brest
Notre-Dame d'Étel est envoyée dans un premier temps à l'École des mousses qui reprend ses activités à Plougonvelin puis à Loctudy. En 1946, la goélette est affectée définitivement à l'École des manœuvriers à Brest. Elle sert à l'entrainement des futurs gabiers et manœuvriers de la Marine nationale. Elle embarque aussi des scouts marins pendant les vacances scolaires.
En 1954, des sondages révèlent le mauvais état du navire. La charpente a beaucoup travaillé du fait de l'armement embarqué pendant la guerre. Des travaux sont effectués afin de permettre à la goélette d'assurer son service en rade de Brest jusqu'à la fin de l'année. Le rapport de la commission d'experts, qui s'est réunie le 5 avril 1955 pour expertiser le navire, confirme son mauvais état général, notamment au niveau des œuvres-vives. Le coût de sa remise en état étant jugé excessif, un avis de condamnation est transmis à la direction de l'École des manœuvriers le 15 juin 1955. Après récupération du matériel pouvant être réutilisé, la coque est remise aux Domaines pour y être vendue, sans que l'on sache si elle l'a été vraiment. Il est plus probable, vu l'état de la coque, que la goélette a fini abandonnée dans un coin du port de Brest. 